# Почему ты молчишь?
«Почему ты молчишь?» — советский фильм 1966 года, «роуд-муви», снятый на киностудии «Азербайджанфильм» режиссёром Гасаном Сеидбейли.

## Сюжет
Молодой водитель Расим знакомится с красавицей Сурейей и через нее неожиданно для себя оказывается втянутым в тайну браконьеров во главе с отцом девушки. Шайка торгует ворованной рыбой. Расим хочет сообщить о преступниках в милицию, но его втягивают в более серъёзное преступление — торговлю несовершеннолетними девушками, с одной из которой он на служебной «Победе» отправляется в путь:

По просьбе любимой юноша берется помочь браконьерам — доставить партию рыбы на служебной машине «доверенному человеку». Браконьеры подсаживают к нему девочку — сироту из глухого селения, которую нужно доставить к тому же «доверенному человеку».

Путь к месту назначения, замкнутость девочки, считающей, что юноша из той же шайки, его настойчивые попытки преодолеть ее недоверие, случайные встречи в дороге, разговоры, происшествия и составляют содержание фильма.— История советского кино: 1952—1967. — М.: Искусство, 1978. — стр. 2015

## В ролях
- Хаял Ахундзаде — Расим
- Рена Салимова — Джамиля
- Юсиф Велиев — Ширмамед
- Земфира Цахилова — Сурейя
- Олег Хабалов — Наджаф
- Мамедсадых Нуриев — худощавый
- Кямиль Кубушов — Бебир
- Гасанага Турабов - майор милиции
- Ага-Рза Кулиев — старик
- Фазиль Салаев — неизвестный
- Садых Гусейнов — оперуполномоченный
- Мирза Бабаев — первый автоинспектор
- Эльдар Алиев — второй автоинспектор
- Амалия Панахова — женщина с ребенком
- Марьям Сеидбейли — школьница

Фильм дублирован на русский язык на Центральной студии киноактера («Мосфильм»). Режиссёр дубляжа Т. Березанцева.

## Съёмки
Натурные съемки велись на трассе Баку-Шамахы, в частности серпатинная дорога — это Агсуинский перевал, а также в городах Нардаран и Шеки.
Сценарий был написан Гасаном Сеидбейли специально под актрису Рену Салимову, она же сама придумала имя героине по шедшему тогда в прокате СССР египетскому фильму «Джамиля».
Играющие главные роли Хаял Ахундзаде и Рена Салимова до этого двумя годами ранее дебютировали в кино снявшись в новелле Гасана Сеидбейли «Сила притяжения», после которого поженились и в этом фильме играют уже будучи мужем и женой.
В 2012 году фильм был отреставрирован.

## Критика
в фильме просматривается связь с новым направлением в современной азербайджанской литературе, с тенденцией изображать жизнь в её течении, в повседневности будней.— История советского кино: 1952—1967. — М.: Искусство, 1978. — стр. 2015